# Agathon sequoiarum
Agathon sequoiarum is een muggensoort uit de familie van de Blephariceridae. De wetenschappelijke naam van de soort is voor het eerst geldig gepubliceerd in 1952 door Alexander.